# Sébas Enemen
Sébas Enemen, de son vrai nom Sébastien Nzambi Makoumba-Nzambi, né le 14 août 1942 à Mouyondzi (Bouenza) en république du Congo et décédé le 29 mai 2011, est un auteur-compositeur-interprète et officier général congolais.

## Biographie

### Jeunesse et parcours militaire
Nzambi Makoumba-Nzambi naît le 14 août 1942 à Mouyondzi dans le département de la Bouenza au Congo-Brazzaville. À l'âge de 15 ans (1957) intègre l’École militaire préparatoire Général Leclerc (EMPGL) en tant qu’enfant de troupe. Après l'obtention de son bac en 1963, Il poursuit sa formation en 1964 à l’Ecole militaire Saint Louis au Sénégal et enfin en 1967 à l'École de Saint-Cyr en France. Il mène par la suite une carrière dans la gendarmerie dont il deviendra commandant. Sa carrière militaire sera achevée au grade de Général de brigade,,.

### Carrière de musicien
Sébas Enemen entame officiellement sa carrière musicale le 29 novembre 1996, troquant ce jour-là, de manière solennelle, son uniforme contre celui d’artiste. La cérémonie symbolique s’est tenue à l’hôtel Sofitel Mbamou Palace de Brazzaville, en présence de nombreuses personnalités politiques et culturelles congolaises et étrangères, dont l’ancien ministre de la Culture Maxime N'Débéka,.
Sébas Enemen fonde l’Écurie musicale La Muse, à laquelle appartiendra plus tard sa fille également artiste Nisde Enemen. Artiste prolifique, il est l’auteur de plus de soixante chansons et de Le temps des jacinthes, un recueil de 128 textes. Parmi ses titres les plus connus figurent : Hymne à Brazzaville ; Historiette de Brazzaville ; Le pays de rêve, Pointe-Noire, Wapi buala yayi ; Kuisa na mbongui, Que reste-t-il de la nation ?, Congo mon pays, Betu bonguisa Congo, La ville de mes rêves.
Artiste engagé, il utilise le soukouss et la rumba, enrichis de touches de hip-hop et de R&B, pour raconter l’histoire de l’Afrique, abordant des thèmes tels que l’esclavage, le colonialisme, les luttes pour l’indépendance ou encore la fondation de villes emblématiques comme Brazzaville et Kinshasa.

### Autour de «hymne à Brazzaville»
Dans ce titre bien connu du public, interprété par l’artiste Atis Sita, l’auteur commence par déclarer son amour à la ville Brazzaville : « Oh Brazzaville, que tu es belle ma chérie, je t’aimerai toute ma vie oh Brazzaville ». Il y décrit Brazzaville dans pas mal d'aspects, dont les différents arrondissements qui la composent : « Makélékélé est la clé de la ville, Bacongo veille toujours sur le Congo. Poto-Poto te soutient de ses poteaux, Moungali boit Madouku jusqu’à la lie et Ouenzé hospitalier accueille tout le monde. Talangaï, le narcissique veut qu’on le regarde. Quant à Mfilou qui veille comme un vieux loup, de Ngamaba à la Djiri chasse les filous ».

### Le temps des jacinthes
Le temps des jacinthes marque l’entrée officielle de Sébas Enemen dans l’univers musical en 1996. Cet album, son premier, donne également son titre à un recueil de chansons publié plus tard en 2010 à Brazzaville, sous la préface du professeur Dominique Ngoïe Ngalla.
Le recueil comprend quarante-deux poèmes en français, extraits d’un répertoire riche de soixante-deux titres, interprétés en lingala, kituba, bembé, et dans une moindre mesure en espagnol. À travers cette œuvre, Sébas Enemen aborde des thèmes sociaux et humains majeurs : la paix, l’amour, la solidarité, l’économie, le développement, le vivre-ensemble et l’unité nationale.
Paru en format cassette, l'album de Sébas Enemen a connu la participation d’Alphonse Ntaloulou à la basse, Papy à la guitare solo, José Gouvéa au clavier, Samuel Malonga et Pierre Mafouta aux trompettes.   

## Mort
Sébas Enemen meurt le 29 mai 2011 à presque 69 ans, des suites d’une courte maladie, à l’hôpital central des armées Pierre Mobengo de Brazzaville. Dix ans après sa mort, une cérémonie commémorative a été organisée autour du thème Sébas Enemen, le patriote. Elle a compris une messe à la paroisse Anne-Marie Javouhey, un dépôt de gerbes au cimetière du Centre-ville, et une rencontre familiale.

## Œuvre
- Le temps des jacinthes (recueil de 128 chansons), Editions L'Harmattan, mai 2010, 128 p. (ISBN 978-2296082656).